# Oncomera
Oncomera — род жуков-узкокрылок.

## Распространение
В России распространён всего один вид.

## Описание
Жуки достигают 11-18 мм в длину. Тело тонкое и длинное, окраска варьируется от жёлтой до тёмной. Последний членик челюстных щупиков очень слабо расширенный к вершине. Глаза большие и выпуклые, слабо выемчатые. Голова с глазами шире переднеспинки. Усики тонкие, нитевидные, нередко заходят за середину длины надкрылий, последний членик часто выемчатый или срезанный. Переднеспинка примерно равной длины и ширины или слабо продолговатая. Передние голени с двумя очень короткими редуцированными вершинными. Коготки простые. На диске надкрылий две жилки соединены в базальной части или в нескольких местах косой жилкой.

## Список видов
В составе рода:
- Oedemera farsica (Љvihla, 1983) — Иран
- Oedemera nepalensis Љvihla, 1993 — Непал
- Oedemera piceonotata (Pic, 1932) — Суматра